# الباب (مسرحية)
الباب هو عمل مسرحي من تأليف الكاتب الفلسطيني غسان كنفاني، الذي يُعد من أبرز الأدباء العرب في القرن العشرين. صدرت مسرحية الباب في خمسة فصول، في سنة 1964 وأعيد طبعها سنة 1969 عن دار العودة ببيروت، وسنة 2015 عن دار منشورات رمال بالتعاون مع مؤسسة غسان كنفاني الثقافية في 79 صفحة، وفي سنة 1980 صدرت عن المؤسسة العربية للأبحاث في 35 صفحة. تُعد "الباب" أولى أعمال كنفاني المسرحية والجزء الأول من ثلاثية تضم أيضاً "جسر إلى الأبد" (1965) و"القبعة والنبي" (1967). كتب كنفاني "الباب" بالتزامن مع تأليفه لروايته الشهيرة رجال في الشمس.
يعد هذا الكتاب من أعمال كنفاني الأدبية التي تجمع بين الرمزية والأسطورة يستند كنفاني في المسرحية إلى أسطورة شدّاد بن عاد، الذي شيد مدينة إرم ذات العماد، وهي مدينة قديمة ذكرت في القرآن.

## العنوان
يرمز الباب في المسرحية إلى الأمل والتفاؤل واستمرار المقاومة لتحقيق الحرية. الباب هو عكس الجدار الذي يتكون حسب الكاتب من قبول العبودية، والخنوع، والاستكانة.  يرمز الباب إلى المقاومة وتغيير طريقة التفكير، التي تفتح الأبواب الموصدة وتهدم الجدران، و“يظهر ذلك في هذا الاقتباس:

يقول شداد (البطل) “ألا تريان أنه يخدعنا؟ إنه يعطينا فرصة واحدة، لاخيار واحد ويغلق أمام وجوهنا كل الأبواب؟ إننا ضحية هذه الخدعة القذرة، يضعنا في الغرفة مع المستحيل ويقول لنا!! وهو يعلم تماما أننا أمام الضجر والعبث.”

## نبذة
تعتمد المسرحية على حوار فلسفي بين شخصيات رمزية، يمثل كل منها موقفاً إنسانياً مختلفاً، وتتناول موضوعات كالمصير، الموت، الحياة، والأنا في مواجهة الآخر. يستلهم كنفاني رمزية النص من أساطير تاريخية، مثل قصة "قوم عاد"، ليعبر عن معاناة الإنسان العربي. بفضل الحوار المكثف، ينقل العمل أفكاراً فلسفية تعكس التجربة الإنسانية والواقع الاجتماعي. ورغم أن "الباب" ليست من أشهر أعمال كنفاني مقارنة برواياته مثل رجال في الشمس وعائد إلى حيفا، فإنها تُبرز جانباً مختلفاً من أدبه، إذ يظهر فيها قدرته على معالجة القضايا الوجودية بأسلوب مسرحي.

## الشخصيات
- شداد: ابن عاد ووريث مملكته، يمثل الشخصية الملكية القوية والطموحة التي تسعى للسيطرة والخلود. كان يسعى لبناء مدينة عظيمة تعرف ببابها العظيم، وهو يحاول توسيع حدود حكمه على حساب البشر والطبيعة؛
- هبا: إله من آلهة عاد الثلاثة، صدا، هبا وصمود، يمثل هبا أحد الأبعاد الدينية والأسطورية لعالم عاد، حيث كانت الآلهة تلعب دورًا رئيسيًا في توجيه الأحداث وقرارات الناس؛
- قيل: رئيس وفد عاد إلى مكة، يظهر قيل كشخصية تتمتع بالحكمة والتخطيط، ويعكس صورة المسؤول الكبير الذي يحمل رسالة شعبه ويسعى لتحقيق أهدافه.
- رعد: صديق قيل و عضو في الوفد. يمثل رعد الشخصية المساندة، التي تشارك في الأحداث المهمة وتسعى لتحقيق مصلحة عاد.
- لقمان: كاهن وعضو في الوفد.
- الأم: أم شداد.
- مرثد: ولد شداد ووريثه.
- رسول: من البلاد.

## الاستقبال
لم تحظَ أعمال غسان كنفاني المسرحية بالاهتمام الكافي، حيث ركزت معظم الدراسات على إبداعاته القصصية والروائية، كما أشار جبرا إبراهيم جبرا في تقديمه لأعمال كنفاني، لكن في السنوات الأخيرة تم الانتباه لها خصوصا بعد إعادة طبعها. وقارن الكاتب جميل كتاني بينها وبين مسرحية هاملت لشكسبير، كاشفا عن أوجه الشبه بين شخصيتى شداد وهاملت في المسرحيتين. كما كتبت عنها عدة كتب منها :
- جميل الكتاني، مقارنة بين مسرحيتي الباب لغسان كنفاني وهاملت لشكسبير، 2006، عن أكاديمية القاسمي مركز الأبحاث التربوية والاجتماعية [6]؛
- محمد عبد القادر، غسان كنفاني، جذور العبقرية وتجلياتها الإبداعية، 2015.